# Disney (singel)
Disney – singel polskiego rapera Kizo. Teledysk z tą piosenką został opublikowany na YouTube 24 czerwca 2021 roku.

## Przyjęcie
Utwór zdobył ponad 160 milionów wyświetleń w serwisie YouTube oraz ponad 55 milionów odsłuchań w serwisie Spotify.
Nagranie osiągnęło status trzykrotnie diamentowej płyty.

## Personel
Opracowano na podstawie opisu teledysku na YouTube.
- Kizo – słowa, rap
- Enzu – miksowanie, mastering